# Єщенко Валентина Миколаївна
Валентина Миколаївна Єщенко (нар. 10 серпня 1946, село Салтикова Дівиця, тепер Куликівського району Чернігівської області) — українська діячка, заслужена лікарка України, головна лікарка Новопетрівцівської дільничної лікарні Вишгородського району Київської області. Народний депутат України 1-го скликання.

## Біографія
Народилася у родині службовців.
У 1961—1964 роках — студентка Ніжинського медичного училища Чернігівської області.
У 1964—1966 роках — медична сестра Куликівської районної лікарні Чернігівської області. У 1966—1967 роках — медична сестра хірургічного відділення Сумської міської лікарні. З 1967 року — медична сестра 2-го терапевтичного відділення Київської клінічної лікарні № 22.
У 1967—1974 роках — студентка Київського державного медичного інституту імені Богомольця, лікар-терапевт.
У 1974—1975 роках — лікар-інтерн Київської обласної клінічної лікарні.
У 1975 році — рентгенолог Димерської районної лікарні смт. Димер Вишгородського району Київської області.
У 1975—1987 роках — рентгенолог Новопетрівцівської дільничної лікарні Вишгородського району Київської області.
З 1987 року — головний лікар Новопетрівцівської дільничної лікарні Вишгородського району Київської області.
18.03.1990 року обрана народним депутатом України, 2-й тур, 47,14 % голосів, 8 претендентів. Входила до групи «Центр». Секретар, з жовтня 1992 року — голова Комісії ВР України у справах жінок, охорони сім'ї, материнства і дитинства.
З 1994 року працювала у Посольстві України в Республіці Білорусь.
Була членом Трудового конгресу України (ТКУ), членом Всеукраїнського політичного об'єднання «Жінки за майбутнє». 
На 2002 рік — директор Вишгородської міжрайонної виконавчої дирекції Київського обласного відділення Фонду соцстраху.
Потім — на пенсії.

## Нагороди та відзнаки
- Заслужений лікар України